# Nāy Band
Nāy Band är en ort i Iran.   Den ligger i provinsen Khorasan, i den centrala delen av landet, 700 km sydost om huvudstaden Teheran. Nāy Band ligger 1 126 meter över havet och antalet invånare är 484.
Terrängen runt Nāy Band är varierad. Trakten runt Nāy Band är nära nog obefolkad, med mindre än två invånare per kvadratkilometer. Det finns inga andra samhällen i närheten. Trakten runt Nāy Band är ofruktbar med lite eller ingen växtlighet.